# 钛铁试剂
钛铁试剂(Tiron)是一种金属指示剂，是白色结晶，易溶于水，分子式为C6H4Na2O8S2，用来检测钛、铁等金属，其原理是和这些金属结合产生有色物质。

## 显色反应
钛铁试剂和某些金属的离子结合时，会产生特有的颜色，这是钛铁试剂的显色反应。例如，向三氯化铁中加入钛铁试剂，会由于络合而产生深蓝色溶液；在含有钼(VI)酸根离子的溶液中加入钛铁试剂，溶液则变成金黄色；在钛盐中加入钛铁试剂会产生橙色。而如果将钛铁试剂加入到银盐、亚锰盐、钴盐、亚锡盐、铜盐等中则不会有明显的颜色变化。钛铁试剂对某些金属的滴定是特效的，金属溶液很稀的情况下便可以显色。